# Helgsjön, Dalarna
Helgsjön är en sjö i Leksands kommun i Dalarna och ingår i Dalälvens huvudavrinningsområde. Sjön har en area på 0,45 kvadratkilometer och ligger 190 meter över havet. Sjön avvattnas av vattendraget Helgån.

## Delavrinningsområde
Helgsjön ingår i det delavrinningsområde (672528-146776) som SMHI kallar för Utloppet av Helgsjön. Medelhöjden är 241 meter över havet och ytan är 4,37 kvadratkilometer. Räknas de 2 avrinningsområdena uppströms in blir den ackumulerade arean 22,7 kvadratkilometer. Helgån som avvattnar avrinningsområdet har biflödesordning 2, vilket innebär att vattnet flödar genom totalt 2 vattendrag innan det når havet efter 271 kilometer. Avrinningsområdet består mestadels av skog (80 procent). Avrinningsområdet har 0,45 kvadratkilometer vattenytor vilket ger det en sjöprocent på 10,2 procent.

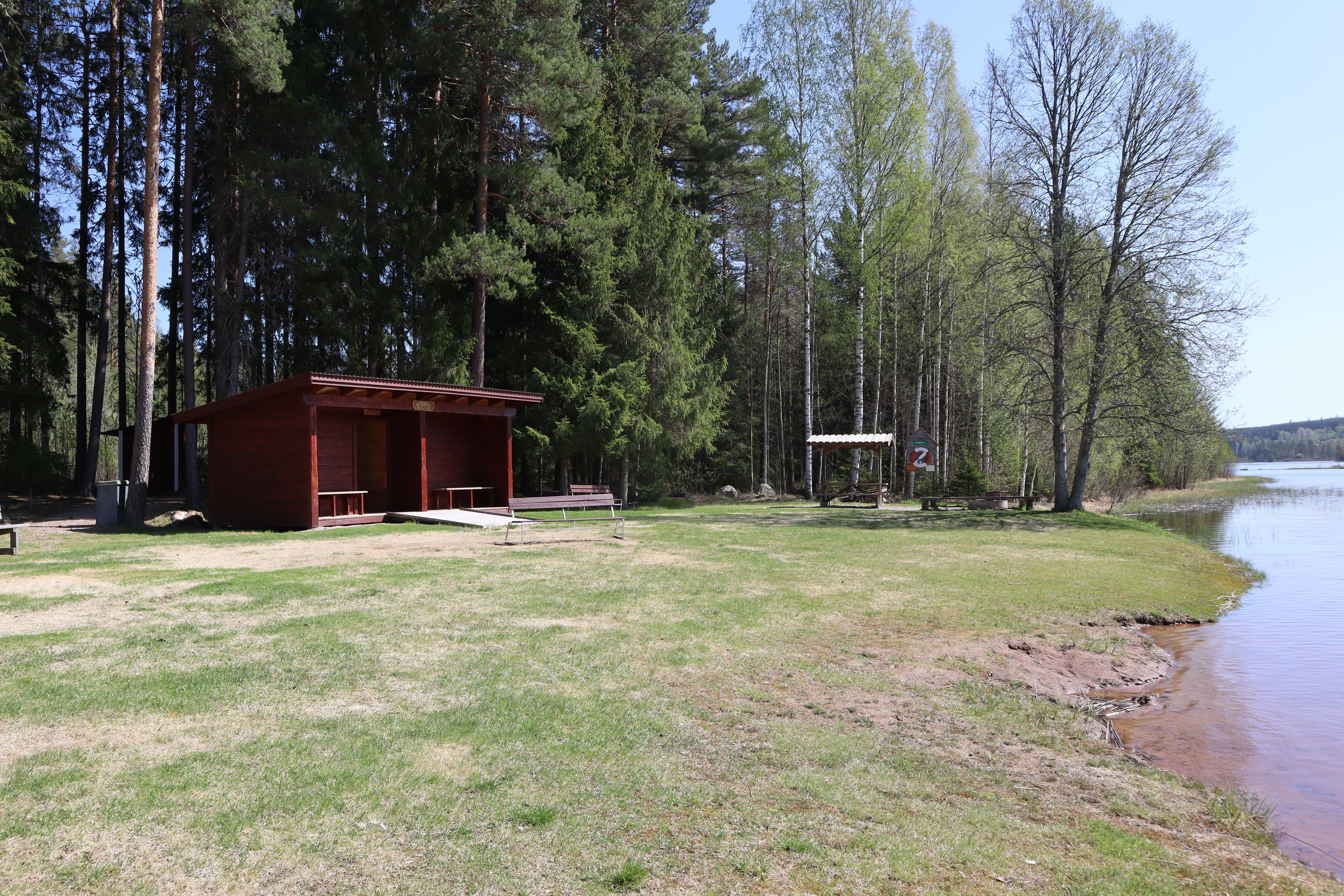
Badplats med omklädningsrum och grillplats.
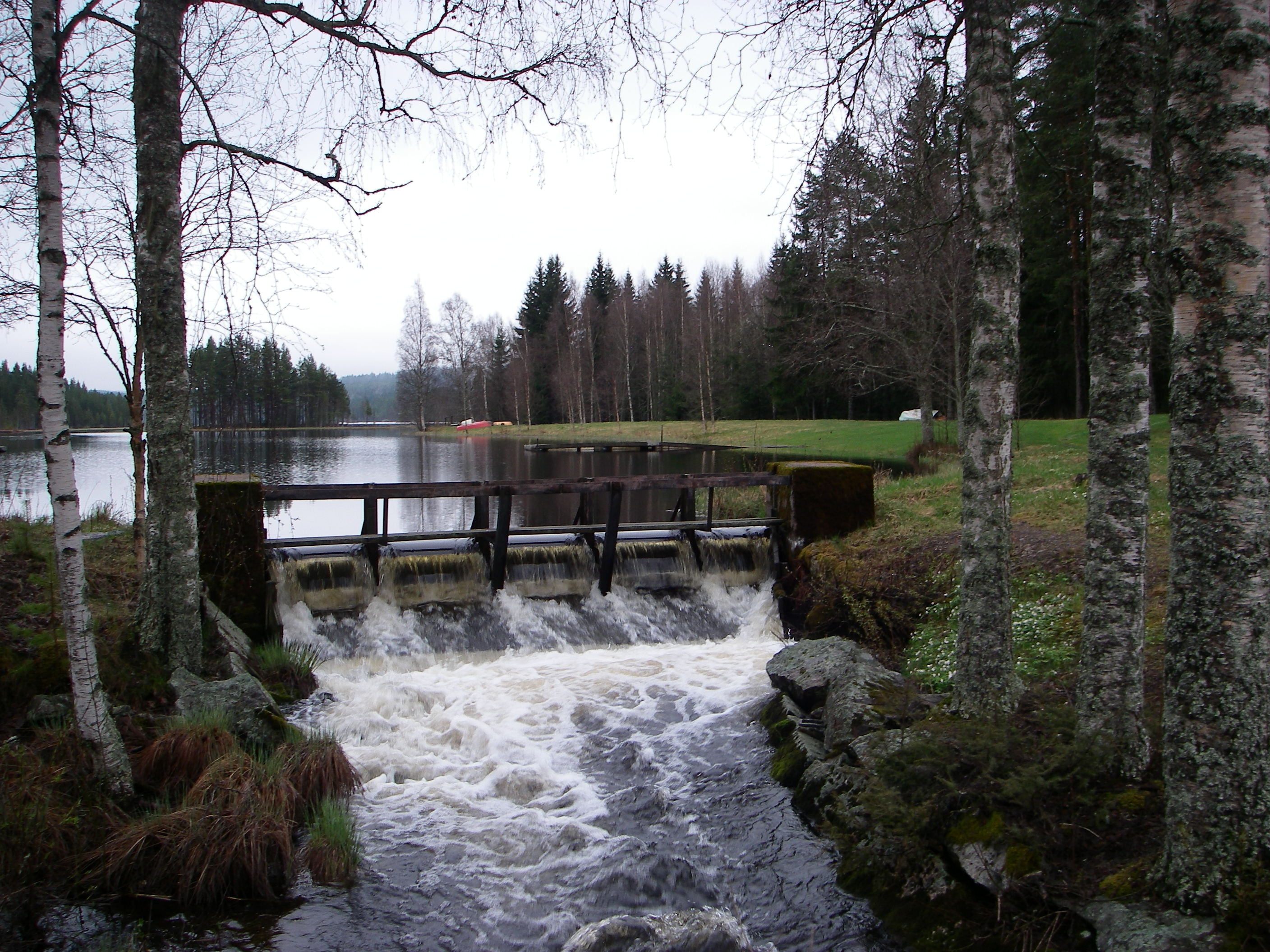
Helgsjöns utlopp i Helgån.